# 卒業の朝
『卒業の朝』（そつぎょうのあさ、原題: The Emperor's Club）は、2002年製作のアメリカ映画。イーサン・ケイニンの小説『宮殿泥棒』を原作としている。

## キャスト
※括弧内は日本語吹替
- ウィリアム・ハンダート - ケヴィン・クライン（津嘉山正種）
- セジウィック・ベル - エミール・ハーシュ（草尾毅）
- マーティン・ブライス - ポール・ダノ（保志総一朗）
- ディーパック・メータ - リシ・メータ（浪川大輔）
- ルイス・マスーディ - ジェシー・アイゼンバーグ（石田彰）
- エリザベス - エンベス・デイヴィッツ（野沢由香里）
- ジェームズ・エルビー - ロブ・モロー
- ウッドブリッジ校長 - エドワード・ハーマン（石塚運昇）
- ハイラム・ベル上院議員 - ハリス・ユーリン（藤本譲）
- 大人のセジウィック・ベル - ジョエル・グレッチ（古谷徹）
- 大人のマーティン・ブライス - スティーヴン・カルプ（家中宏）
- 大人のディーパック・メータ - ラフール・カンナ（中原茂）
- 大人のルイス・マスーディ - パトリック・デンプシー（井上倫宏）